# Lars-Olof Rylander
Karl Lars Olof Rylander, född 1 september 1928 i Gällivare församling, Norrbottens län, är en svensk arkitekt. 
Rylander, som är son till kyrkoherde Per Rylander och Lisa Eriksson, avlade studentexamen i Västerås 1948, utexaminerades från Kungliga Tekniska högskolan 1956 och studerade på Kungliga Konsthögskolan 1961. Han anställdes som arkitekt på Gösta Nordins arkitektkontor 1955, blev byråarkitekt på Byggnadsstyrelsens utredningsbyrå 1957, på Stockholms stads stadsbyggnadskontors stadsplanebyrå 1959, arkitekt och projekteringsledare på Kooperativa förbundets arkitekt- och ingenjörskontor AB 1960 och var chef för inredningsavdelningen där från 1964. Han har ritat varuhallar, varuhus, restauranger och kontor för kooperativa föreningar samt Svedvi kyrkogård.